# Oetz
Oetz é um município da Áustria, situado no distrito de Imst, no estado do Tirol. Tem 29,17 km² de área e sua população em 2019 foi estimada em 2.359 habitantes.